# Wild Horses
〈Wild Horses〉는 믹 재거와 키스 리처즈가 쓴 1971년 음반 《Sticky Fingers》의 영국의 록 밴드 롤링 스톤스의 곡이다. 《롤링 스톤》은 2004년 "역사상 가장 위대한 노래 500곡"에서 334위에 올랐다.

## 뮤직 비디오
흑백으로 촬영된 뮤직비디오는 음향버전을 홍보하기 위해 1995년 제작됐다.